# Peace Corps (cheval)
Peace Corps, née en 1986 aux États-Unis et morte en novembre 2012 sur l'ile de Majorque, est une jument de course américaine. Elle demeure l'une des plus grandes championnes de l'histoire des courses américaines.

## Carrière
Élevée par Lou Guida (le propriétaire du mythique Mack Lobell), elle est acquise à la fin de son année de 2 ans pour 1,3 million de dollars par le Suédois Bjorn Petterson. Reine incontestable de sa promotion parmi les femelles, elle choisit, plutôt que d'affronter ses contemporaines dans l'Hambletonian Oaks, de défier les mâles dans l'Hambletonian, la plus grande course américaine, mais si elle se classa seconde de son éliminatoire, elle ne put en revanche vaincre dans la finale. Ce qui ne l'empêcha pas d'être élue cheval de l'année aux États-Unis en 1989. Avec l'âge, elle continua à accumuler les succès, dont l'International Trot en 1991, au prix d'une bataille inoubliable contre le Français Rêve d'Udon.
Elle connut tout autant de réussite en Europe, sous l'entraînement du Suédois Stig Johansson, s'adjugeant de grandes épreuves, telles que l'Elitloppet ou le Grand Prix de la Loterie. Peace Corps fut en son temps le cheval le plus riche du monde, avec plus de 4 millions de dollars de gains à son actif. Elle est admise en 1999 au Hall of fame du trot américain.

## Palmarès sélectif (groupe 1)
États-Unis
- International Trot (1991)
- Breeders' Crown Open  (1992)
- Breeders' Crown des 2 ans (1988)
- Breeders' Crown des 3 ans (1989)
- Kentucky Futurity (1989)
- World Trotting Derby (1989)
- 3e Hambletonian (1989)

 Suède
- Elitloppet (1991)
- Jubileumspokalen (1990)
- Hugo Åbergs Memorial (1990, 1991)
- 2e Elitloppet (1990)
- 2e Åby Stora Pris (1991)
- 3e Hugo Åbergs Memorial (1992)
- 3e Jubileumspokalen (1992)
- 3e Olympiatravet (1994)

 France
- Grand critérium de vitesse de la Côte d'Azur (1992)
- 2e Grand critérium de vitesse de la Côte d'Azur (1991)

 Italie
- Grand Prix des Nations (1990)
- Grand Prix de la Loterie (1991)
- Gran Premio Costa Azzurra (1991)
- 2e Grand Prix de la Loterie (1992)
- 2e Gran Premio Costa Azzurra (1992)

 Norvège
- Grand Prix d'Oslo (1991)

 Danemark
- 2e Copenhagen Cup (1992)

## Distinctions
- Meilleure pouliche de 2 ans aux États-Unis en 1988
- Meilleure pouliche de 3 ans aux États-Unis en 1989
- Meilleure jument d'âge aux États-Unis en 1990, 1991 et 1992
- Trotteur de l'année aux États-Unis en 1989
- Introduite au Hall of Fame des courses américaines en 1999[1]

## Origines
| Origines de Peace Corps | Origines de Peace Corps | Origines de Peace Corps | Origines de Peace Corps |
| ----------------------- | ----------------------- | ----------------------- | ----------------------- |
| Père Baltic Speed       | Speedy Somolli          | Speedy Crown            | Speedy Scot             |
| Père Baltic Speed       | Speedy Somolli          | Speedy Crown            | Missile Toe             |
| Père Baltic Speed       | Speedy Somolli          | Somolli                 | Star's Pride            |
| Père Baltic Speed       | Speedy Somolli          | Somolli                 | Laurita Hanover         |
| Père Baltic Speed       | Sugar Frosting          | Carlisle                | Hickory Pride           |
| Père Baltic Speed       | Sugar Frosting          | Carlisle                | Good Note               |
| Père Baltic Speed       | Sugar Frosting          | Karen's Choice          | The Intruder            |
| Père Baltic Speed       | Sugar Frosting          | Karen's Choice          | My Tip                  |
| Mère Worth Beein        | Super Bowl              | Star's Pride            | Worthy Boy              |
| Mère Worth Beein        | Super Bowl              | Star's Pride            | Stardrift               |
| Mère Worth Beein        | Super Bowl              | Pillow Talk             | Rodney                  |
| Mère Worth Beein        | Super Bowl              | Pillow Talk             | Bewitch                 |
| Mère Worth Beein        | Aunt Hilda              | Noble Victory           | Victory Song            |
| Mère Worth Beein        | Aunt Hilda              | Noble Victory           | Emily's Pride           |
| Mère Worth Beein        | Aunt Hilda              | Worth Seein             | Worthy Boy              |
| Mère Worth Beein        | Aunt Hilda              | Worth Seein             | Jen Hanover             |